# The Scream (album)
The Scream je první studiové album britské post-punkové skupiny Siouxsie and the Banshees. Jeho producentem byl Steve Lillywhite a album vyšlo v listopadu 1978 u vydavatelství Polydor Records. Vedle devíti autorských skladeb obsahuje i píseň „Helter Skelter“ od skupiny The Beatles.

## Seznam skladeb
| Pořadí         | Název                        | Délka |
| -------------- | ---------------------------- | ----- |
| 1.             | Pure (instrumentální)        | 1:50  |
| 2.             | Jigsaw Feeling               | 4:39  |
| 3.             | Overground                   | 3:50  |
| 4.             | Carcass                      | 3:49  |
| 5.             | Helter Skelter               | 3:46  |
| 6.             | Mirage                       | 2:50  |
| 7.             | Metal Postcard (Mittageisen) | 4:14  |
| 8.             | Nicotine Stain               | 2:58  |
| 9.             | Suburban Relapse             | 4:12  |
| 10.            | Switch                       | 6:49  |
| Celková délka: | Celková délka:               | 39:04 |

## Personnel
- Siouxsie Sioux – zpěv
- John McKay – kytara, saxofon
- Steven Severin – baskytara
- Kenny Morris – bicí, perkuse